# Coupe Memorial 1961
Navigation
Édition précédente Édition suivante
La finale de l'édition 1961 de la Coupe Memorial est présentée au Edmonton Gardens d'Edmonton en Alberta et est disputé entre le vainqueur du Trophée George T. Richardson, remis à l'équipe championne de l'est du Canada et le vainqueur de la Coupe Abbott remis au champion de l'ouest du pays.

## Équipes participantes
- Les St. Michael's Majors de Toronto de l'Association de hockey de l'Ontario en tant que champion du Trophée George T. Richardson.
- Les Oil Kings d'Edmonton de la Ligue de hockey centrale de l'Alberta en tant que vainqueur de la Coupe Abbott.

### Résultats
| Match | Vainqueur                       | Résultat | Perdant                         | Lieu             |
| ----- | ------------------------------- | -------- | ------------------------------- | ---------------- |
| 1     | St. Michael's Majors de Toronto | 4-0      | Oil Kings d'Edmonton            | Edmonton Gardens |
| 2     | St. Michael's Majors de Toronto | 4-1      | Oil Kings d'Edmonton            | Edmonton Gardens |
| 3     | St. Michael's Majors de Toronto | 4-2      | Oil Kings d'Edmonton            | Edmonton Gardens |
| 4     | Oil Kings d'Edmonton            | 5-4      | St. Michael's Majors de Toronto | Edmonton Gardens |
| 5     | Oil Kings d'Edmonton            | 4-2      | St. Michael's Majors de Toronto | Edmonton Gardens |
| 6     | St. Michael's Majors de Toronto | 4-2      | Oil Kings d'Edmonton            | Edmonton Gardens |

## Effectifs
Voici la liste des joueurs des St. Michael's Majors de Toronto, équipe championne du tournoi 1961 :
- Entraîneur : Father David Bauer
- Gardiens : Gerry Cheevers et Dave Dryden.
- Défenseurs : Arnie Brown, Roger Galipeau, Paul Jackson, Barry McKenzie, Peter Noakes, Terry O'Malley,
- Attaquants : André Champagne, Jack Cole, Paul Conlin, Terry Clancy, Gary Dineen, Bruce Draper, Dave Draper, Larry Keenan, Duncan MacDonald, Bill MacMillan, Stan Osborne, Brian Walsh.